# Thomas Wriothesley, 1:e earl av Southampton
 Thomas Wriothesley, 1:e earl av Southampton , riddare av Strumpebandsorden, född den 21 december 1505, död den 30 juli 1550, var en politiker under tudoreran. 
Han föddes i London till föräldrarna  William Wriothesley och  Agnes Drayton. 
Vid tidig ålder inträdde Wriothesley i tjänst hos Thomas Cromwell och kardinal Thomas Wolsey, och han förstod att snart göra sig uppskattad av sina arbetsgivare. Under klosterupplösningen mottog Wriothesley stora egendomar som tidigare tillhört kyrkan som ett tack för sina tjänster. I maj år 1530 hade han utsetts till Clerk of the Signet, ett högt ämbete vid kungliga hovet. Han utsågs sedan till Henrik VIII:s ambassadör i Bryssel, och där stannade han fram till år 1539. 
När han återkom till England utnämndes Wriothesley till en av kungens statssekreterare, Secretary of State, år 1540, en post han uppehöll tillsammans med sir Ralph Sadler), och han dubbades till riddare samma år. Trots att hans välgörare   Thomas Cromwell avrättades fortsatte Wriothesley att stiga i kunglig gunst, och år 1542 fanns det de som sade att det var han som i verkligheten styrde England. Han försökte åstadkomma en allians mellan England och Spanien år 1543, och upphöjdes till baron Wriothesley av Titchfield år 1544.
Efter att ha varit Lord Privy Seal i några månader blev Wriothesley utnämnd till lordkansler år 1544. Det var i denna egenskap han blev ökänd för sitt sätt att behandla Anne Askew, vissa historiker hävdar att han personligen var med och torterade henne i Towern. Han tillhörde Henrik VIII:s testamentsexekutorer och i enlighet med kungens sista vilja upphöjdes han till earl av Southampton den 16 februari 1547. Han hade, utan att se faran i detta, utnämnt fyra personer som skulle kunna dela hans sysslor som lordkansler, vilket hans fiender vid hovet snart utnyttjade för att kunna frånta honom detta ämbete, vilket innebar att han även miste sin plats i den unge kung Edvards Privy Council.
Senare lyckades han återvinna sin plats i kronrådet, och han var en av de ledande personerna bakom hertigens av Somerset fall. Som företrädare för de konservativa vid hovet, som alltjämt var romerska katoliker, kom han snart i konflikt med John Dudley, 1:e hertig av Northumberland, vilket ledde till att Southampton inte kunde återfå någon verklig makt. Efter sin död efterträddes han som earl av sonen Henry.
Han gifte sig med Jane Cheney och tillsammans fick de fyra barn:
1. William Wriothesley (född före 12 september 1535, död i augusti 1537)
2. Anthony Wriothesley (född och död 1542)
3. Elizabeth Wriothesley (född cirka år 1536, död år 1554 och begravdes den 16 januari 1554. Hon gifte sig med Thomas Radcliffe, 3:e earl av Sussex någon gång före 1 november 1545.
4. Henry Wriothesley, 2:e earl av Southampton (döpt den 24 april 1545, han gifte sig år 1581 med Mary Browne).